# Monte Angilaaq
Il monte Angilaaq (1.951 m s.l.m.) è una montagna appartenente alla Cordigliera Artica, situata nel territorio del Nunavut in Canada.
È la montagna più alta dell'isola di Bylot e si trova nelle Byam Martin Mountains, che sono un'estensione settentrionale delle Baffin Mountains .